# Volkssternwarte Hattingen
Die Volkssternwarte Hattingen e. V. ist eine gemeinnützige Vereinigung von Sternfreunden in Hattingen im südlichen Ruhrgebiet, die Interessierten Wissen und Fertigkeiten für die eigene Beobachtungspraxis vermitteln will.

## Geschichte
Die Volkssternwarte wurde 1988 von einem Dutzend Hattinger, Bochumer und Sprockhöveler Amateurastronomen gegründet. Sie ist Mit-Herausgeberin der amateur-astronomischen Publikation Sternzeit – Zeitschrift astronomischer Vereinigungen und Mitglied in der Vereinigung der Sternfreunde, e. V. (VDS). Im Südwesten des Ruhrgebiets unterhält sie eine kleine Beobachtungsstation – unter dem Namen H.A.S.E. – in der Mitglieder und Gäste mit Hilfe unterschiedlicher Teleskope sowohl dem nächtlichen Himmel als auch der Sonne näher kommen können. Visuelle Beobachtung und Astrofotografie mit kleinen und mittleren Instrumenten sind möglich.

## Interessen und Aktivitäten
Die Mitglieder haben sich zum Ziel gesetzt, Grundlagenwissen zur Orientierung am nächtlichem Himmel zu vermitteln und den Zugang zu den Sehenswürdigkeiten des Kosmos – Planeten, Monde, Kometen, Sternhaufen, Nebel und Galaxien – zu ermöglichen. Zusätzlich zu den Beobachtungsabenden geschieht dies u. a. durch Vorträge in Kinder- und Jugendeinrichtungen. Auch auf Ausstellungen und öffentlichen Veranstaltungen, wie zum Beispiel dem jährlichen Tag der Tag der Astronomie, bemüht sich der Verein, die vielgestaltigen Aktivitäten der Amateurastronomie einem breiten Publikum näherzubringen. Um der nächtlichen Lichtverschmutzung des Ruhrgebiets zu entgehen, reist man in Gegenden dunklerem Nachthimmel. Aus diesem Grund sind die Mitglieder regelmäßige Gäste in der VDS-Volkssternwarte Kirchheim bei Erfurt. Es gibt Kontakte zu der Volkssternwarte Hagen und der Volkssternwarte Ennepetal.

## Veranstaltungen
Seit 1994 veranstaltet der Verein jeweils am letzten Samstag im November den „Hattinger Astronomischen Trödel-Tag“ (HATT). Er hat sich zu einem Treffpunkt für Amateurastronomen der Region und weit darüber hinaus entwickelt. Jährlich kommen dort über dreihundert Freunde der Astronomie zusammen, die Neuigkeiten austauschen und über Zukunftspläne diskutieren. Gerahmt von einem Vortragsprogramm kommen auf dem HATT Hersteller und Händler, Amateure, Bastler und Astro-Reiseveranstalter zu Gesprächen und zum An- und Verkauf jeglichen Astronomiebedarfs zusammen.